# Шлюпи типу «Шоргам»
Шлюпи типу «Шоргам» (англ. Shoreham class sloop) — клас військових кораблів з 8 шлюпів, вироблених британськими суднобудівельними компаніями з 1930 по 1932 рік.
Як і шлюпи типу «Гастінгс», які передували типу «Шоргам» перед ним, цей клас кораблів ближньої дії став подальшою еволюцією кораблів типу «Бріджвотер» міжвоєнних часів. Цей тип відрізнявся в основному подовженим корпусом і установкою однієї гармати на лафет подвійного призначення, тому міг використовуватися її в ролі зенітної гармати проти авіації. Загалом у 1929—1933 роках компанії Chatham Dockyard у Чатемі та HMNB Devonport у Девонпорті побудували вісім одиниць цього класу.

## Список шлюпів типу «Шоргам»
Позначення
| № | Назва шлюпа | Верф                      | Номер вимпелу | Закладено         | Спущено           | У строю          | Статус                                                                          |
| - | ----------- | ------------------------- | ------------- | ----------------- | ----------------- | ---------------- | ------------------------------------------------------------------------------- |
| 1 | «Шоргам»    | Chatham Dockyard, Чатем   | L32           | 19 грудня 1929    | 22 листопада 1930 | 2 листопада 1931 | у листопаді 1950 року проданий на брухт                                         |
| 2 | «Фовей»     | HMNB Devonport, Девонпорт | L15           | 24 березня 1930   | 4 листопада 1930  | 11 вересня 1931  | у жовтні 1946 року проданий на брухт                                            |
| 3 | «Бідефорд»  | HMNB Devonport, Девонпорт | L43           | 10 червня 1930    | 27 листопада 1931 | 23 лютого 1932   | 14 липня 1949 року проданий на брухт                                            |
| 4 | «Рочестер»  | Chatham Dockyard, Чатем   | L50           | 24 листопада 1930 | 16 липня 1931     | 24 березня 1932  | у жовтні 1946 року проданий на брухт                                            |
| 5 | «Фалмут»    | HMNB Devonport, Девонпорт | L34           | 14 серпня 1931    | 19 квітня 1932    | 27 жовтня 1932   | 30 квітня 1968 року розібраний на брухт                                         |
| 6 | «Мілфорд»   | HMNB Devonport, Девонпорт | L51           | 14 вересня 1931   | 11 червня 1932    | 22 грудня 1932   | 3 червня 1949 року проданий на брухт                                            |
| 7 | «Вестон»    | HMNB Devonport, Девонпорт | L72           | 7 вересня 1931    | 23 липня 1932     | 23 лютого 1933   | 22 травня 1947 року проданий на брухт                                           |
| 8 | «Данді»     | Chatham Dockyard, Чатем   | L84           | 11 грудня 1931    | 20 вересня 1932   | 31 березня 1933  | 15 вересня 1940 року під час супроводу конвою SC 3 потоплений німецьким ПЧ U-48 |